# Farkas Árpád (szakíró)
Farkas Árpád (Rőd, 1887. szeptember 17. – Kolozsvár, 1962. március 30.) magyar mezőgazdasági szakíró, egyetemi tanár.

## Életútja
Gazdasági akadémiát végzett Kolozsvárt, Rődön gazdálkodott. 1921 és 1948 között a kolozsvári mezőgazdasági főiskolán tanársegéd, tangazdasági vezető, előadó és végül nyilvános rendes tanár a gazdasági gyakorlati, kisállattenyésztési, majd üzemtani tanszéken. Az Erdélyi Gazdasági Egyesület (EMGE) üzemtani és számviteli szakosztályának elnöke (1938–44), ebben a tisztségében az EMGE 1938 és 1940 között végzett adatgyűjtése alapján feldolgozta és több tanulmányban elemezte az erdélyi kisgazdaságok tőke- és jövedelmi viszonyait, állattartási formáit, igásmunkáját, az erdélyi méhészetek üzemi viszonyait és eredményeit. Ezek az EMGE Irodalmi és Könyvkiadó Vállalata s az Erdélyrészi Méhész Egylet kiadásában füzetek alakjában s a Mezőgazdasági Közlönyben jelentek meg. Az EMGE százéves jubileumára szerkesztésében és üzemtani tanulmányával jelent meg az Erdély mezőgazdasága című kötet (Kolozsvár, 1944).

## Munkái
- Magyarország talajerőmérlege (Budapest, 1942)
- A magyarországi állati energiagazdálkodás (Budapest, 1943)
- A közösségi mezőgazdálkodás kilátásai a Kárpátmedencében (Kolozsvár, 1945)
- Gazdaságok fejlődése, helyzete és jövője (Kolozsvár, 1945)
- Problemele ogorului negru în Ardeal (Kolozsvár, 1947)